# Blackbird (låt av Norma John)
Blackbird är en låt framförd av indiepopduon Norma John. Låten är skriven och producerad av duons medlemmar Lasse Piirainen och Leena Tirronen. Den representerade Finland i den första semifinalen av Eurovision Song Contest 2017, med startnummer 7, och kom inte vidare till final.